# Kąty Rybackie
Kąty Rybackie (kašubsky Rëbacczé Kątë, německy Bodenwinkel) je severopolská vesnice ve gmině Szutowo v okrese Nowy Dwór Gdański ležící na pobřeží Baltského moře v mezoregionu Mierzeja Wiślana. Při jejím východním okraji začíná Viselská kosa.

## Administrativa
Kąty Rybackie jsou administrativní částí gminy Sztutowo. Spolu s ní náleží k okresu Okres Nowy Dwór Gdański Pomořanského vojvodství. Žije zde asi 700 obyvatel.

## Dopravní obslužnost
Dopravní spojení se zbytkem země zajišťuje silnice číslo 501.
V minulosti vesnicí procházela i úzkorozchodná dráha Żuławska Kolej Dojazdowa, která však nyní končí již ve Sztutowu.

## Historie
První zmínky o rybářské osadě pocházejí z roku 1643. Po prvním dělení Polska v roce 1772 se Kąty Rybackie staly součástí Pruska. V roce 1919 se ocitly na území Svobodného města Gdaňsku. Po přepadení Polska na počátku druhé světové války byly přičleněny k Třetí říši. Součástí Polska se znovu staly na jaře 1945. V letech 1975-1998 náležely k bývalému Vojvodství Elblągskému.

## Turistika

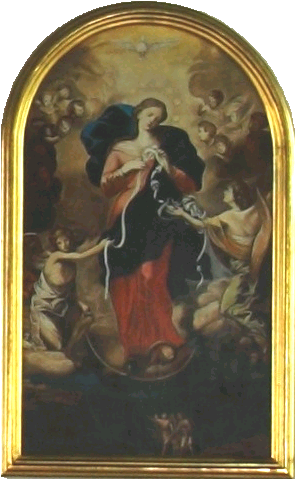
Panna Maria rozvazující uzly in sv. Marek

Přírodní rezervace Rezerwat przyrody Kąty Rybackie je největším evropským hnízdištěm kormorána velkého - podle sčítání z roku 2007 tu bylo 11 000 hnízd. Dále zde hnízdí volavka popelavá. Rezervace byla vyhlášena v roce 1957, nynější rozloha činí 102,5 ha.
Nachází se zde malý rybářský přístav, který využívají i jachty. Na pobřeží moře jsou široké písčité pláže.